# عزرا أبوت
عزرا أبوت (بالإنجليزية: Ezra Abbot)‏ هو مؤلف ومترجم وكاتب وأمين مكتبة أمريكي، ولد في 28 أبريل 1819 في مين في الولايات المتحدة، وتوفي في 21 مارس 1884 في كامبريدج في الولايات المتحدة.